# Cercle royal de natation de Tournai
Il Cercle royal de natation de Tournai, o più semplicemente Tournai, abbreviato anche con CNT, è una società pallanuotistica belga nota a livello regionale, nazionale e internazionale. Nella sua storia vanta di aver conquistato il titolo belga per quattro volte e per il medesimo numero di volte la Coppa del Belgio.

## Storia
Fondato nel 1920, il Cercle royal de natation de Tournai, dopo un lungo periodo passato nell'ombra, inizia ad ottenere i primi successi importanti negli anni novanta. Nel 1991 centra due obbiettivi: vince per la prima volta sia il campionato belga sia la Coppa del Belgio. Dopo la Coppa del Belgio vinta nel 1992, l'impresa del double si ripete nel 1993. A questa seguirono le vittorie della coppa nazionale nel 1993 e nel 1995, e del campionato nel 1997 e nel 1998. Dopo quest'ultimo titolo il club non vinse più niente, rimanendo comunque sempre tra le squadre in competizione per il titolo.

## Palmarès

### Competizioni nazionali
- Campionato belga: 6

1991, 1993, 1997, 1998, 2013, 2014
- Coppa del Belgio: 6

1991, 1992, 1993, 1995, 2012, 2017